# Danmarkskanonen
Danmarkskanonen er en liste over ti danske værdier, som blev offentliggjort 12. december 2016.
Daværende kulturminister Bertel Haarder tog i slutningen af 2015 initiativ til at få oprettet en kanon med danske værdier med det formål at bekæmpe radikalisering. Mellem juni og november 2016 blev der indsendt 2.452 forslag til, hvad der kunne indgå en en sådan kanon. Efterfølgende blev der af et udvalg bestående af seks personer udvalgt tyve værdier, som man kunne stemme om i perioden fra 22. november til 12. december 2016 på Danmarkskanonens hjemmeside.

## Medlemmer af udvalget
Følgende personer var medlem af det udvalg, der skulle vælge de tyve værdier, der skulle til afstemning blandt borgerne.
- Marianne Holm Pedersen (seniorforsker og ph.d)
- Mehmet Ümit Necef (lektor og ph.d. )
- Jørn Lund (lektor, professor og formand for Dansk Sprognævn)
- Eva Steensig (professor, sociolog)
- Mads Mordhorst (lektor og ph.d.)
- Michael Böss (forfatter og lektor)

## Kanonens indhold
Der deltog  326.298  personer i afstemningen, hvis resultat blev offentliggjort 12. december 2016 af Bertel Haarder på Københavns Hovedbanegård. Følgende værdier blev valgt:
1. Velfærdssamfundet (22.784 stemmer)
2. Frihed (22.089 stemmer)
3. Tillid (21.965 stemmer)
4. Lighed for loven (19.138 stemmer)
5. Kønsligestilling (18.989 stemmer)
6. Det danske sprog (18.808 stemmer)
7. Foreningsliv og frivillighed (18.108 stemmer)
8. Frisind (17.797 stemmer)
9. Hygge (17.531 stemmer)
10. Den kristne kulturarv (17.113 stemmer)

De værdier, der ikke blev valgt, var andelstanken, det deltagende folkestyre, folkelige bevægelser, folkeoplysning, håndværk, begrænset magtdistance. landskaber og bygningskultur, medmenneskelighed, plads til forskellighed og Danmark i verden.